# Smeerenburg
Smeerenburg va ser una factoria balenera dano-holandesa, fundada el 1619 i situada a l'illa d'Àmsterdam, al nord-oest de l'arxipèlag de les Svalbard. Va ser un dels assentaments europeus més septentrionals.
Durant la primera fase intensiva de caça de balenes a Spitsbergen, Smeerenburg serví de centre d'operacions del nord. El nom Smeerenburg, en neerlandès, significa literalment ciutat del greix de balena. Aquest greix servia de combustible.

L'indret on es trobà Smeerenburg va ser ocupat per primera vegada el 1614, quan els vaixells de la Noordsche Compagnie (Companyia del Nord) hi establiren una factoria balenera temporal. El 1619 s'hi establiren permanentment amb un vaixell de 500 tones que portà fusta per construir-lo. El 1623 vaixells del País Basc comprats pels danesos arribaren a Smeerenburg. El 1625 els danesos van ser expulsats pels neerlandesos. 

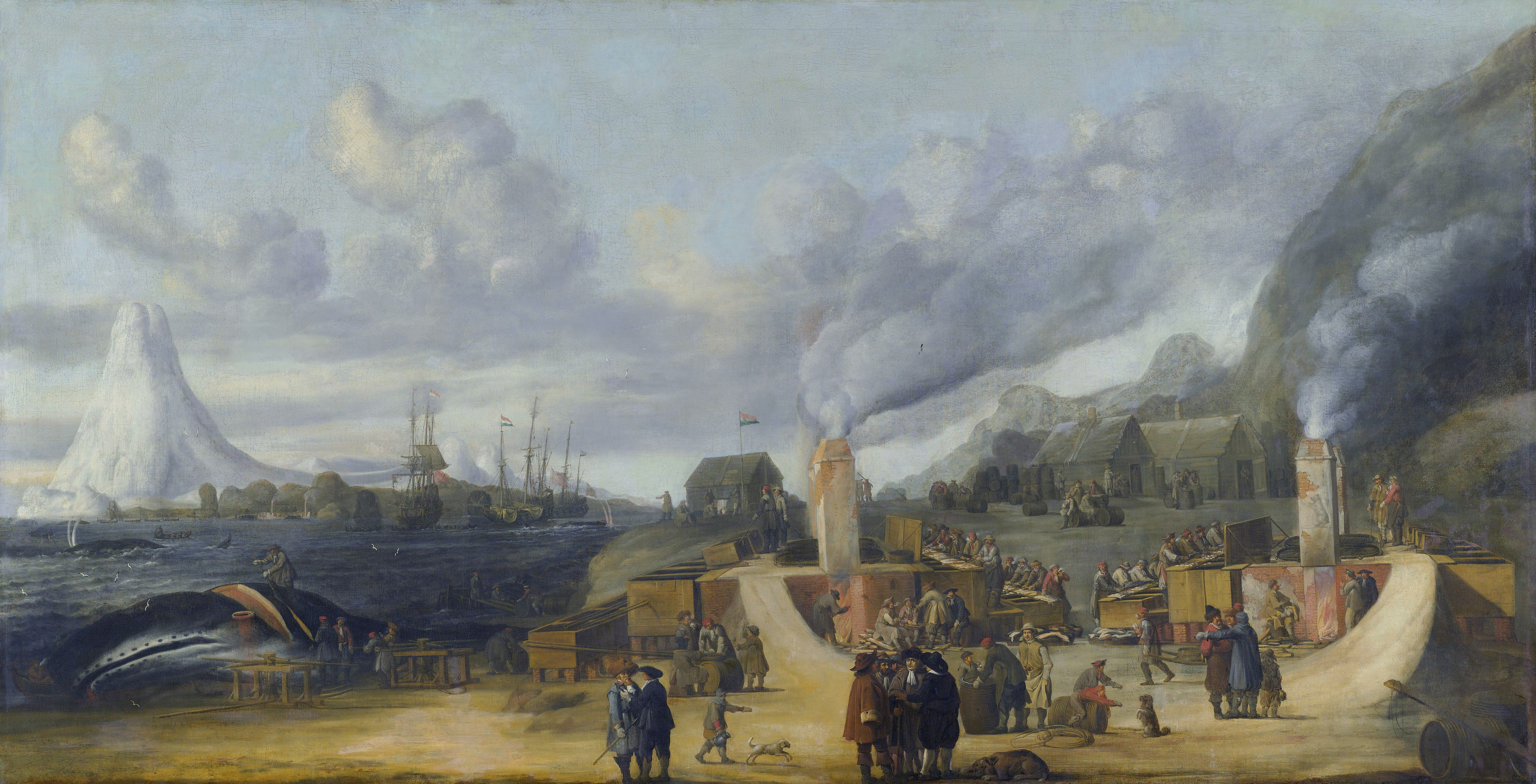
Smeernburg segons el pintor Cornelis de Man (1639).

En els seus millors temps (dècada de 1630), a Smeerenburg va arribar a haver-hi de 16 a 17 edificis, incloent una fortificació al seu centre contra danesos i altres intrusos. A continuació de la destrucció de l'estació neerlandesa a Jan Mayen feta per vaixells bascos emprats pels danesos el 1632, set neerlandesos van passar l'hivern de 1633-1634 a Smeerenburg.
Smeerenburg va declinar a mitjan dècada de 1640. Cap a 1660 i davant l'expansió de la caça de balenes pelàgica, l'assentament es va abandonar.
El 1973 les runes de Smeerenburg van passar a ser part del Parc Nacional de Nordvest-Spitsbergen. Diversos autors han exagerat molt les dimensions d'aquest assentament, com ara William Scoresby (1820), que va dir que a l'estiu hi havia de 12.000 a 18.000 persones; o l'explorador noruec Fridtjof Nansen (1920), que també va dir que centenars de vaixells hi atracaven i que el poble hi havia 10.000 habitants.